# Голоколосов Олександр Олександрович
Голоколо́сов Олекса́ндр Олекса́ндрович (нар. 28 січня 1976, Одеса, СРСР) — колишній український футболіст, що виступав на позиції нападника. Вихованець ДЮСШ «Динамо» (Київ). Відомий завдяки виступам у складі одеського «Чорноморця» та іспанського клубу «Альбасете». На початку кар'єри пробував свої сили у футзалі. Після завершення активних виступів розпочав кар'єру селекціонера.

## Клубна кар'єра
Олександр Голоколосов — вихованець футбольної школи «Динамо» (Київ), де навчався в одній групі разом з такими відомими футбольними та футзальними особистостями, як Андрій Шевченко, В'ячеслав Кернозенко, Ігор Костюк, Віталій Брунько, Максим Павленко та інші. Втім, після випуску з ДЮСШ закріпитися у динамівській системі Олександру не вдалося — відігравши у другій динамівській команді півсотні матчів, він жодного разу так і не відзначився і отримав пропозицію шукати новий клуб.
Після виступів у вінницькій «Ниві», тривалого лікування від травми та доволі успішного, але короткого, періоду в ужгородській «Верховині» Олександр вперше вирушив підкорювати закордонний чемпіонат, приставши на пропозицію словацького клубу «Кераметал», де йому вдалося набрати форму перед поверненням до рідної Одеси, що виявилося найуспішнішим етапом у кар'єрі Голоколосова. Олександр забив 15 голів у 16 матчах в формі «Чорноморця», завдяки чому його команді вдалося підвищитися у класі, однак у вищій лізі гра у Голоколосова не пішла і незабаром він опинився у складі луцької «Волині». До того ж постійно турбувала травма коліна, отримана ще й Вінниці.
Того ж року у житті футболіста сталися кардинальні зміни — він підписав контракт з іспанським клубом «Альбасете». Від початку мова йшла про піврічну оренду, однак піренейський клуб наполіг на підписанні повноцінної угоди через вдалу гру Голоколосова у матчах на передсезонних зборах, де він продемонстрував доволі непогані бомбардирські якості. Однак в офіційних матчах підтримати такий же темп не вдалося і Олександр, що виходив у новому клубі переважно на заміну, закінчив сезон зі значенням «0» у графі «забиті м'ячі». Після того, як він отримав складу травму (розрив хрестоподібних зв'язок), стало очевидно, що у Іспанії йому заграти не вдасться.
Восени 2002 року Голоколосов повернувся до України, де намагався працевлаштуватися у київській «Оболоні», однак зрештою опинився у вже знайомому йому клубі «ЗТС Дубниця» (нова назва клубу «Кераметал», за який грав Олександр). У Словаччині футболіст зіграв 7 матчів, розписавшись одного разу у воротах суперників, та вирішив завершити кар'єри. Повісивши бутси на цвях, Голоколосов певний час працював футбольним агентом у компанії «Інтерфутбол», а з сезону 2006/07 років обіймав посаду селекціонера у маріупольському «Іллічівці». З жовтня 2007 року виконує аналогічні обов'язки у ФК «Динамо» (Київ).

## Виступи за збірну
Виступав за юнацьку збірну України U-18.

## Сім'я
- Батько — Голоколосов Олександр Миколайович (1955 р.н.). Радянський та український футболіст і тренер. Тренував одеський «Чорноморець», тираспольський «Шериф» та низку інших українських, молдовський та казахських клубів.
- Син — Голоколосов Даніель Олександрович (2002 р.н). Займався у ДЮСШ «Динамо» (Київ)[5].

## Досягнення
- Срібний призер першої ліги чемпіонату України (1): 1998/99